# Верхњеураљск
Верхњеураљск (рус. Верхнеуральск) град је у Русији у Чељабинској области. Према попису становништва из 2010. у граду је живело 9457 становника.

## Становништво
| 1939.  | 1959.  | 1970.  | 1979.  | 1989.  | 2002.  | 2010. |
| ------ | ------ | ------ | ------ | ------ | ------ | ----- |
| 11.000 | 11.679 | 10.534 | 10.530 | 10.893 | 10.054 | 9.457 |